# Scoulerin
Scoulerin ist eine organische Verbindung und ein Naturstoff aus der Gruppe der Protoberberin-Alkaloide, die in diversen Pflanzen vorkommen.

## Vorkommen

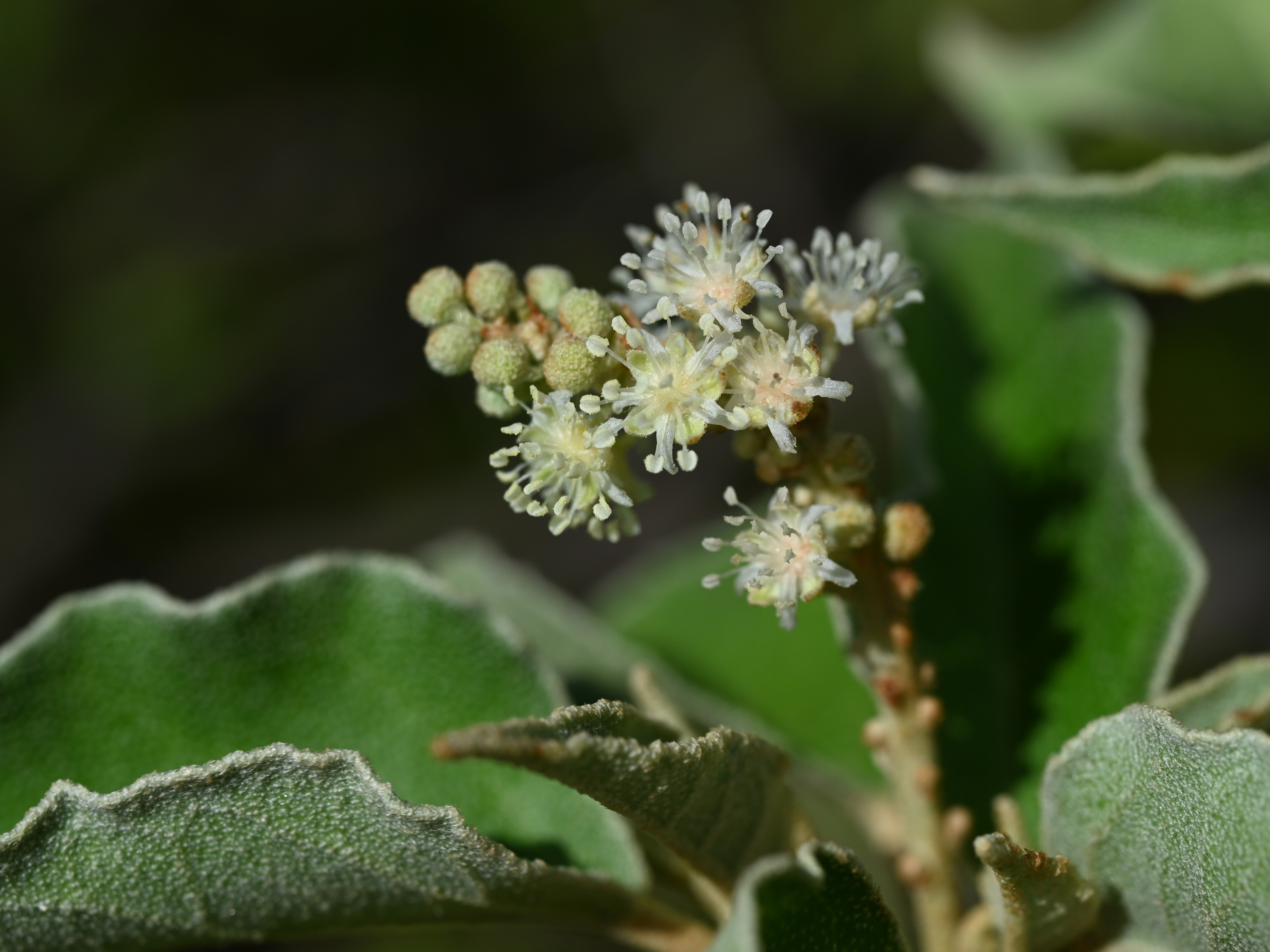
Croton flavens

Scoulerin wurde in Croton flavens (Gattung Croton) und Erythrina orientalis (Gattung Korallenbäume) nachgewiesen.

## Biosynthese
Die Biosynthese von Scoulerin geht von Tyrosin aus und verläuft über Norcoclaurin, Coclaurin und Reticulin. Scoulerin ist wiederum biosynthetischer Vorläufer von diversen anderen Alkaloiden, die über mehrere Biosynthesewege gebildet werden. Diese führen unter anderem zu Noscapin, Berberin sowie über Stylopin und Protopin zu Sanguinarin.

## Synthese
Eine mögliche Synthese für racemisches Scoulerin beginnt mit der Formylierung von 3-Hydroxy-4-methoxyphenylessigsäure in einer Reimer-Tiemann-Reaktion. Die Hydroxy-Gruppe des so erhaltenen Produkts wird dann mit Benzylchlorid benzyliert. Anschließend wird die Aldehydgruppe mit 4-Benzyloxy-3-methoxyphenethylamin kondensiert. Die so erhaltene Imingruppe wird mit Natriumborhydrid reduziert und die Verbindung dann mit Methanol / Schwefelsäure in einen Methylester überführt. Bei der Aufarbeitung mit Natriumhydrogencarbonat bildet sich ein Lactam. Umsetzung mit Phosphoroxychlorid und anschließende Reduktion mit Natriumborhydrid ergibt das tetracyclische Ringsystem. Durch Säurekatalyse mit Salzsäure können die Benzylgruppen abgespalten werden.